# 4Minute
A 4Minute (koreaiul: 포미닛, phominit (pominit), japánul フォーミニッツ, fōminittsu) egy 2009-ben alakult, öt tagból álló dél-koreai lányegyüttes, melynek tagjai Nam Dzsihjon (남지현, Nam Ji-hyun), Ho Gajun (허가윤, Heo Ga-yoon), Cson Dzsijun (전지윤, Jeon Ji-yoon), Kim Hjona (김현아, Kim Hyun-a) és Kvon Szohjon (권소현, Kwon So-hyun). Az együttes koreai kiadója a Cube Entertainment. A pop, dance-pop, electropop és hiphop stílusokat képviselő zenekar nevét (4Minutes – ’4 perc’) onnan kapta, hogy annak tagjai „mindent meg tudnak mutatni négy percen belül”, valamint hogy „ki tudják fejezni a pillanat tökéletességét”. A 4Minute tagjait a Beast fiúegyüttes nővéreinek is tartják. Az együttes Japánban a Far Eastern Tribe Records irányítása alatt van, nemzetközi kiadója 2010-től pedig a Universal Music Group.
2009. június 15-én adták ki első, bemutatkozó kislemezüket, amely a Hot Issue címet viselte. Legelső televíziós fellépésük három nappal később, 2009. június 18-án volt az Mnet csatorna M! Countdown című műsorában. Első japán albumuk 2010 decemberében jelent meg Diamond cím alatt, majd 2011 áprilisában első koreai nagylemezüket is kiadták 4minutes Left címmel. A lányegyüttes zenei diszkográfiája egyebek mellett tartalmaz egy koreai stúdióalbumot és három koreai középlemezt, egy japán stúdióalbumot, valamint hat japán és számos koreai kislemezt.
Az együttes eddigi pályafutása alatt számos koreai és nemzetközi elismerésben részesült. 2011. január 20-án, a 20. alkalommal megrendezett Seoul Music Awards eseményen a tagok elnyerték a Ponszang (Bonsang)-díjat HuH című dalukért, majd 2011. február 6-án ismét elismerésben részesültek a Billboard Japan Music Awards 2010 átadóján, ők kapták az év legjobb új K-pop-előadójának járó díjat. 2012. január 12-én újra ők kapták meg a Ponszang (Bonsang)-díjat a 21. Seoul Music Awards keretei között.
2016-ban bejelentették, hogy az együttes feloszlik, a tagok közül egyedül HyunA hosszabbította meg a szerződését a Cube Entertainmenttel.